# Thomomys clusius
Espèce
Statut de conservation UICN

 LC  : Préoccupation mineure
Thomomys clusius est une espèce de rongeurs de la famille des Geomyidae. Ce gaufre est endémique du Wyoming aux États-Unis.
L'espèce a été décrite pour la première fois en 1875 par Elliott Coues (1842-1899), un médecin-militaire, historien, écrivain, mammalogiste et ornithologue américain.